# Terremoto de Qaratog de 1907
O terremoto de Qaratog de 1907 ocorreu às 04h23 UTC em 21 de outubro próximo a Qaratog (Karatag) na área fronteiriça entre Uzbequistão e Tadjiquistão, então parte do Império Russo. O abalo teve uma magnitude das ondas de superfície estimada de 7,4 e uma intensidade máxima sentida de IX (Violento) na escala de intensidade de Mercalli. As estimativas do número de mortos variam entre 12 000 e 15 000.